# فوبوكي كونو
فوبوكي كونو (久野 吹雪) (27 ديسمبر 1989 في فوجيساوا في اليابان – )؛ هي لاعبة كرة قدم كانت تلعب كحارس مرمى. ولعبت مع منتخب اليابان لكرة القدم للسيدات.

## وصلات خارجية
- فوبوكي كونو على موقع قاعدة بيانات كرة القدم.إي يو (الإنجليزية)
- فوبوكي كونو على موقع Soccerway.com (الإنجليزية)
- فوبوكي كونو على موقع عالم كرة القدم.نت (الإنجليزية)